# Monacha atacis
Monacha atacis is een slakkensoort uit de familie van de Hygromiidae. De wetenschappelijke naam van de soort is voor het eerst geldig gepubliceerd in 1985 door E. Gittenberger & De Winter.